# Reľov
Reľov (deutsch Rill oder Rillen, ungarisch Relyó) ist eine Gemeinde in der Ostslowakei.
Der Ort wurde 1314 zum ersten Mal schriftlich als Rilowa erwähnt und besteht aus den Orten Reľov („Rill[en]“) und Hágy (1976 eingemeindet; deutsch Haag).
Sehenswert ist die katholische Kirche von 1787.

## Bevölkerung
| Jahr                | 1994 | 2004    | 2014    | 2024    |
| ------------------- | ---- | ------- | ------- | ------- |
| Anzahl der Personen | 343  | 359     | 365     | 337     |
| Unterschied         |      | +4,66 % | +1,67 % | −7,67 % |

| Jahr                | 2023 | 2024    |
| ------------------- | ---- | ------- |
| Anzahl der Personen | 339  | 337     |
| Unterschied         |      | −0,58 % |